# Rauscheggen
Rauscheggen ist eine Ortschaft in der Gemeinde Deutsch-Griffen im Bezirk St. Veit an der Glan in Kärnten. Die Ortschaft hat 61 Einwohner (Stand 1. Jänner 2025).

## Lage
Die Ortschaft liegt im Westen der Gemeinde Deutsch-Griffen, etwa 4 km nordwestlich des Gemeindehauptorts, am sonnseitigen Hang oberhalb des Lammbachs, einem rechten Nebenbach des Griffenbachs.
Zur Ortschaft gehören die Höfe Rausch (Rauscher, Nr. 2), Thoman (Nr. 3), Wilhelm (Nr. 4), Tschier (Nr. 5), Zeiger (Nr. 6; daneben Nr. 17), Lientschacher (Nr. 7), Wieger (Wicherle, Nr. 8), Hoos (Nr. 9; daneben befand sich früher die Bichlkeusche), Leitner (Nr. 12; östlich davon Nr. 11), Steiner (Nr. 13), Pöcheim (Nr. 16; daneben Nr. 1 und 10) und, etwas nordwestlich von den vorgenannten Höfen in rund 1400 m Höhe gelegen, das aus über 30 Häusern bestehende Feriendorf Rauscheggen.

## Geschichte
Der Ortsname leitet sich vom Almrausch ab.
Ab Gründung der politischen Gemeinden Mitte des 19. Jahrhunderts gehörte Rauscheggen zur Gemeinde Deutsch-Griffen. Bei der Kärntner Gemeindestrukturreform von 1973 kam der Ort an die damals neu errichtete Gemeinde Weitensfeld-Flattnitz, seit deren Auflösung 1991 gehört die Ortschaft wieder zur Gemeinde Deutsch-Griffen.

## Bevölkerungsentwicklung
Für die Ortschaft ermittelte man folgende Einwohnerzahlen:
- 1869: 14 Häuser, 134 Einwohner[3]
- 1880: 14 Häuser, 107 Einwohner[4]
- 1890: 11 Häuser, 96 Einwohner[5]
- 1900: 11 Häuser, 98 Einwohner[6]
- 1910: 12 Häuser, 92 Einwohner[7]
- 1923: 11 Häuser, 83 Einwohner[8]
- 1934: 89 Einwohner[9]
- 1961: 12 Häuser, 75 Einwohner[10]
- 2001: 49 Gebäude (davon 18 mit Hauptwohnsitz) mit 57 Wohnungen; 64 Einwohner und 0 Nebenwohnsitzfälle; 21 Haushalte; 2 Arbeitsstätten, 10 land- und forstwirtschaftliche Betriebe[11]
- 2011: 49 Gebäude, 67 Einwohner, 27 Haushalte, 2 Arbeitsstätten[12]
- 2021: 50 Gebäude, 65 Einwohner, 26 Haushalte, 9 Arbeitsstätten[13]